# 9297 Marchuk
9297 Marchuk (1984 MP) là một tiểu hành tinh vành đai chính được phát hiện ngày 25 tháng 6 năm 1984 bởi T. M. Smirnova ở Đài vật lý thiên văn Crimean.